# Chapter 2: World Domination
Chapter 2: World Domination è il terzo album in studio del gruppo hip hop statunitense Three 6 Mafia, pubblicato nel 1997.

## Tracce
1. We Are Waiting – 1:04
2. Studio Time – 0:15
3. Will Blast – 1:30
4. Hit a Muthafucka – 3:58
5. Are You Ready 4 Us (featuring Dayton Family) – 4:51
6. Prophet Posse (featuring Prophet Posse) – 4:13
7. Motivated – 3:40
8. I Ain't Cha Friend – 4:58
9. Watcha Do – 3:30
10. Spill My Blood – 3:59
11. Who Got Dem 9's (featuring Project Pat) – 3:10
12. Gunclaps – 3:15
13. 3-6 In the Morning – 2:51
14. Tear Da Club Up '97 – 3:45
15. Late Night Tip – 4:46
16. Body Parts 2 (featuring Prophet Posse) – 4:18
17. Flashes – 2:44
18. Neighborhood Hoe – 1:55
19. N 2 Deep – 3:59
20. Anyone Out There – 3:12
21. Land of the Lost (featuring Project Pat) – 3:55
22. Weed Is Got Me High – 3:06